# Kirby’s Adventure
Kirby’s Adventure – gra autorstwa HAL Laboratory wydana przez Nintendo na Nintendo Entertainment System. Jest to druga gra z serii Kirby i jedyna wydana na NES. Gra pojawiła się także na NES Classic Edition.
W 2002 roku wydany został remake gry zatytułowany Kirby: Nightmare in Dream Land na konsolę Game Boy Advance.

## Fabuła
Pewnego dnia Kirby bawi się koło „Fontanny Snów” (The Fountain of Dreams), w której jest pilnowana różdżka Star Rod. Jednak zły King Dedede gubi się magicznych morskich falach, z których się wydostaje. Kirby musi go pokonać. Jednak nie jest to typowe zadanie małej, różowej kulki. Dowiaduje się, że armia Kinga Dedede zniszczyła Star Rod, kradnąc jej 6 elementów. Mają one moc robienia dobrych snów, ale tylko, gdy są wszystkie razem. Kirby pokonuje Dedede, lecz z Fontanny Snów wydostaje się złowroga Kula Elektryczna (Electric Ball). Kirby z użyciem Star Roda pokonuje ją, lecz wydostaje się z niej Evil Vampire. Kirby ma więc cztery zadania do wykonania: odzyskać Star Rody, pokonać Dedede, Electric Balla i pod koniec Evil Vampire'a, ale niestety droga nie jest łatwa, ponieważ Dedede wysłał na Kirby'ego swoją armię.